# Southern Districts Rugby Club

Maillot de Southern Districts

Southern Districts Rugby Club est un club de rugby à XV australien, basé à Sylvania dans la banlieue sud de Sydney, en Australie. Le club a été fondé en 1989 à la suite de la fusion des clubs de St George et Port Hacking. Le nouveau club emprunte le rouge et le blanc de St George et le bleu ciel de Port Hacking.

## Palmarès
Shute Shield (0) : 

## Joueurs célèbres

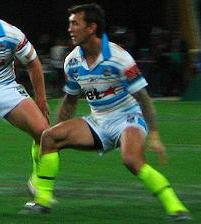
Mat Rogers

- Mat RogersMat Rogers